# Левитський Микола Васильович
Мико́ла Васи́льович Леви́тський — Артільний Батько (7 квітня (25 березня) 1859, с. Хмільна, нині Канівський район — 1 грудня 1936) — громадський діяч і кооператор, найвідоміший представник ліберального народництва в Україні, організатор кооперативного руху, публіцист.

## Життєпис

### Раннє життя
Народився в селі Хмільна (нині село Канівського району Черкаської обл.) в родині священика. Невдовзі сім'я переїхала у Чигирин, а 1861 році — у с. Федвар Олександрійського повіту на Херсонщині. Початкову освіту здобув у класах для дітей до 10 років при Єлизаветградському жіночому ін-ті. Навчання продовжив спершу в Златопільській прогімназії, а потім у гімназії м. Біла на Холмщині (у 1878 році заснував там учнівську артіль). У 1879 році став студентом медичного факультету Московського університету і цього ж року був виключений за участь у революційних гуртках. У 1881—1885 роках навчався на юридичному факультеті Харківського університету.

### Діяльність

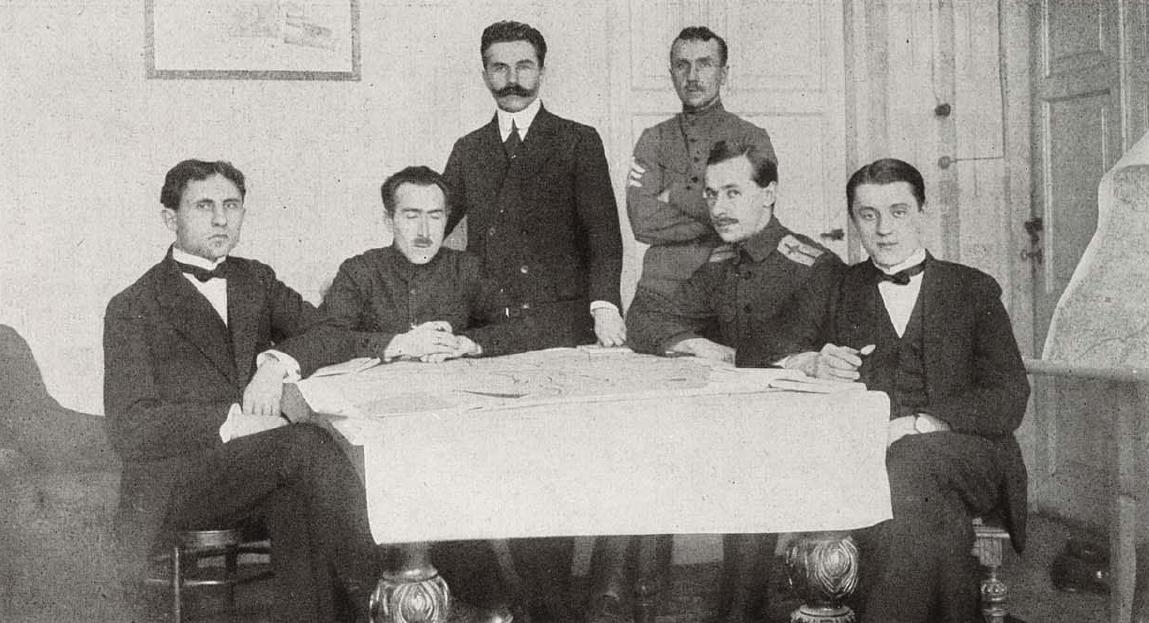
Українська делегація у Бересті. Зліва направо: Микола Любинський, Всеволод Голубович, Микола Левитський, Григорій Лисенко, Михайло Полоз, Олександр Севрюк

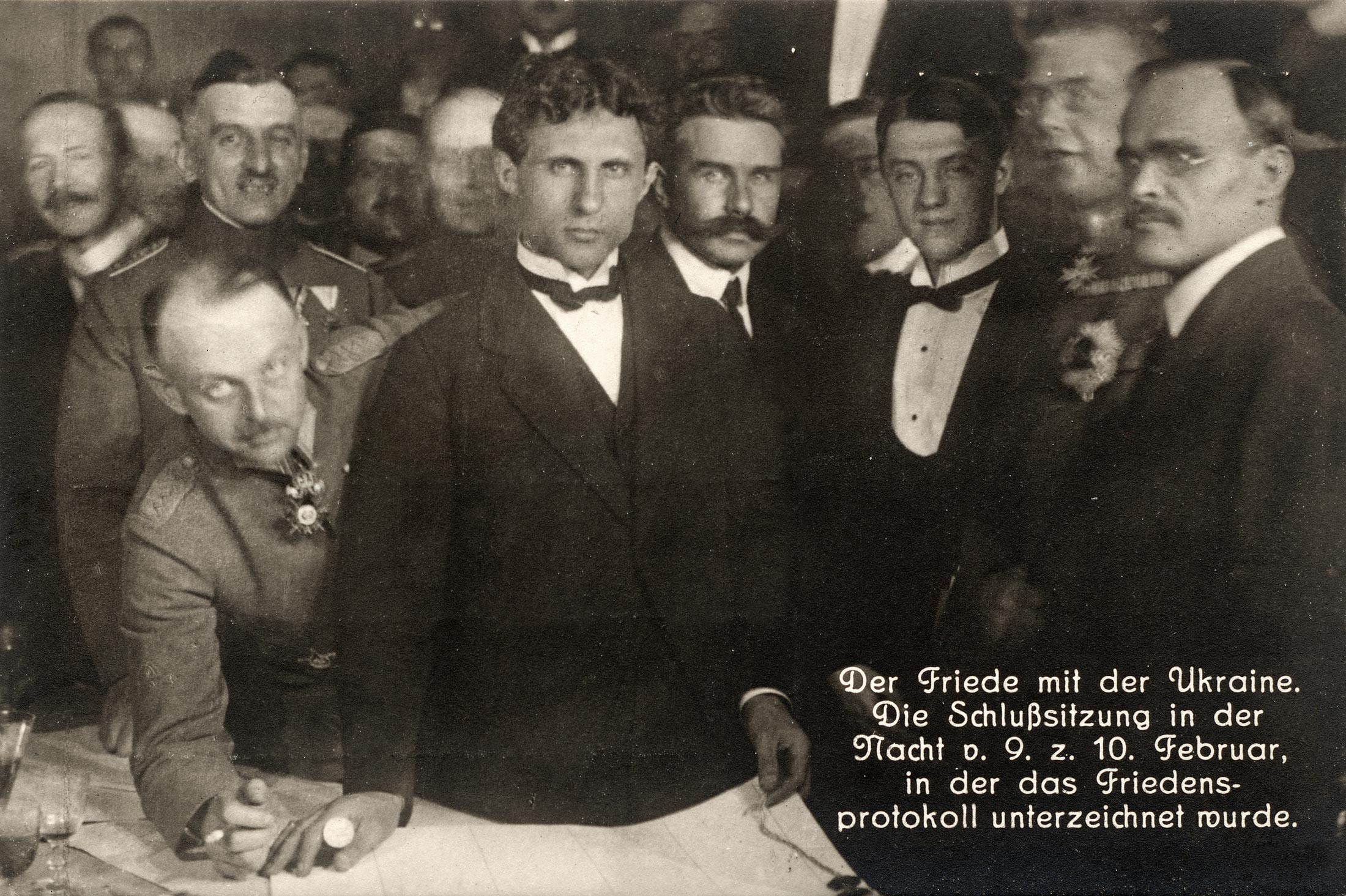
Підписанти Берестейського мирного договору: генерал Брінкманн, Микола Любинський, Микола Левитський, Олександр Севрюк, Макс Гофман, Сергій Остапенко

Отримавши диплом, став статистиком Херсонського губернського земства, згодом — секретарем Олександрійського повітового земства, займався адвокатською діяльністю, друкувався в газеті «Елисаветградский вестник». Вважав, що передумовою благополуччя селян і ремісників може бути лише їхня організована самодіяльність, однією з форм якої є кооперативний рух. 30 вересня 1894 на прохання своїх односельців із с. Федвар заснував там хліборобську артіль (це була перша у Російській імперії артіль). Допомагав організовувати ремісничі артілі також у містах, зокрема в Одесі, Миколаєві, Києві. 1899—1902 працював над розробкою закону про артілі в складі комісії при Міністерстві фінансів. Був делегатом кількох міжнародних конгресів з кооперації, які відбувалися у Франції (1896), Сербії (1898), Італії (1907), Швейцарії та Австрії (1909), Німеччині й Англії (1910). Левитського назвали «артільним батьком», а сам він запропонував 30 вересня кожного року відзначати День кооперації. На поч. 20 ст. займався створенням ремісничих артілей в Єлизаветграді (нині м. Кропивницький), Вінниці. Працював у багатьох періодичних виданнях («Русские ведомости», «Вестник мелкого кредита», «Кооперативная жизнь», «Кооперативный вестник», «Муравейник-Комашня», «Украинская жизнь»). Став співзасновником товариства допомоги в артільній справі (Санкт-Петербург, 1905) та журналу цього товариства «Артельное дело» (1906—1920). Виступав на Всеросійських кооперативних з'їздах.
У 1917 році був членом Української Центральної Ради, обіймав посаду директора відділу Державного майна в Міністерстві земельних справ УНР, брав участь у заснуванні Українбанку, Дніпросоюзу, був постійним членом Ревізійної ради Кооперативних центральних рад. Обирався делегатом всеукраїнських кооперативних з'їздів 1917—1918 років, розробив символіку української кооперації. Серед біографічних матеріалів, що зберігаються в Інституті рукопису, є засвідчення про арешт Левитського білогвардійцями.
Займав посаду заступника директора Департаменту «Чужоземних справ» у міністерстві закордонних справ Української Держави.
За спогадами Микити Мандрики у вересні 1918 року Микола Левитський прибув до Краснодара у складі делегації Українського Національного Союзу для привітання Кубанської Крайової Ради. 1 жовтня він виступив Крайовою радою і затримався на Кубані. Він оселився в готелі «Дому Кооперації» і найнявся письменником статей і віршів. Повертався до Києва він у складі дипломатичної місії міністра-резидента Української держави при Кубанському уряді Федора Боржинського. Наприкінці січня 1919 року Боржинський виїхав із Краснодара до Києва, щоб отримати інструкції щодо подальшої роботи на Кубані від Директорії. 13 лютого 1919 року на станції Волноваха фірмовий вагон посла оточили солдати Добровольчої армії. Боржинського з підлеглими із дипломатичної місії вивезли до Юзівки. Серед них були секретар дипломата Андрій Юхимович Тесля з дружиною, Микола Левитський, який був радником міністра-резидента та інші. Всі заарештовані були передані військово-польовому суду. Боржинського звинуватили у зраді: полковник російської армії перейшов до «сепаратистів-зрадників». А. Ю. Теслю звинувачували в антидержавній діяльності під час війни, у цьому ж звинувачували і М. В. Левитського. Решта заарештованих були виправдані ще слідством. Суд засідав уночі 14 лютого. Боржинського засудили до розстрілу і тієї ж ночі дипломат був розстріляний денікінцями. А. Ю. Тесля за словами Миколи Левитського на суді заявив, що він у складі місії не був, а записався туди фіктивно з метою пробратися в Лубни, звідки він повинен був втікати від переслідування української влади і німців; що він ніколи українцем (в сенсі політичних устремлінь) не був і не вважає себе таким; що він завжди був російським патріотом; з Боржинським нічого спільного не має. Після цього він був виправданий. Самого Левитського, за його словами, звільнили від покарання через його старість. Після цього подружжя Тесля і Левитський були відправлені до Ростова. Все це розповів Микиті Мандриці Микола Левитський, коли зустрів його у лютому 1919 року в Ростові.
1919—1920 займався науковою роботою з вивчення історії кооперації.
1929 року Миколу Левитського ув'язнили у справі Комітету визволення України.